# Provenza (singolo)
Provenza è un singolo della cantante colombiana Karol G, pubblicato il 22 aprile 2022 come primo estratto dal quarto album in studio Mañana será bonito.

## Video musicale
Il video musicale, diretto da Pedro Artola e girato nelle Isole Canarie, è stato reso disponibile il 22 aprile 2022, in concomitanza con l'uscita del brano.

## Tracce
Testi e musiche di Carolina Giraldo Navarro, Daniel Echavarría e Kevyn Mauricio Cruz Moreno.
1. Provenza – 3:29

## Formazione
- Karol G – voce
- Ovy on the Drums – produzione
- Earcandy – missaggio

## Successo commerciale
Provenza, con oltre 11 milioni di stream e 2 100 copie digitali vendute in territorio statunitense, è divenuto il suo debutto da solista più alto nella Hot 100 (36º posto) e le ha permesso di diventare la prima artista femminile ad avere due singoli tra le prime due posizioni nella Hot Latin Songs da Selena, risultato che quest'ultima ottenne nel 1995.

## Classifiche

### Classifiche settimanali
| Classifica (2022)     | Posizione massima |
| --------------------- | ----------------- |
| Argentina             | 4                 |
| Bolivia               | 1                 |
| Cile                  | 6                 |
| Colombia              | 1                 |
| Costa Rica            | 1                 |
| Ecuador               | 1                 |
| El Salvador           | 2                 |
| Messico               | 1                 |
| Panama                | 1                 |
| Paraguay              | 6                 |
| Portogallo            | 28                |
| Repubblica Dominicana | 1                 |
| Spagna                | 2                 |
| Stati Uniti           | 25                |
| Svizzera              | 62                |

### Classifiche di fine anno
| Classifica (2022) | Posizione |
| ----------------- | --------- |
| Paraguay          | 15        |
| Spagna            | 13        |
| Stati Uniti       | 63        |
| Uruguay           | 16        |
| Classifica (2023) | Posizione |
| Spagna            | 63        |
| Classifica (2024) | Posizione |
| Spagna            | 77        |

## Date di pubblicazione
| Paese                 | Data           | Formato                      | Etichetta        | Nota   |
| --------------------- | -------------- | ---------------------------- | ---------------- | ------ |
| Mondo                 | 22 aprile 2022 | Download digitale, streaming | Universal Latino | [ 30 ] |
| Italia                | 20 maggio 2022 | Contemporary hit radio       | Universal Italia | [ 31 ] |
| Stati Uniti d'America | 7 giugno 2022  | Rhythmic contemporary        | Universal Latino | [ 32 ] |